# 잠 못 이루는 밤을 위하여
《잠 못 이루는 밤을 위하여》(Für schlaflose Nächte, For Sleepless Nights)는 카를 힐티의 주저이다.
이 책은 2부로 되어 있다. 제1부는 1901년에 출판되었다. 제2부는 힐티가 어떤 독자의 희망에 따라 쓴 원고를 사후에 딸이 보충 편집하여 출판한 것이다.
본문은 달력처럼 365일로 구별되고 하루에 단문(短文) 하나씩이 배당되어 있다. 제1부의 서언에서 이 책의 목적을 말하고 견디기 어려운 불면(不眠)의 원인과 이에 대처하는 방법을 구체적으로 설명한다. 힐티에 의하면 잠 못 이루는 밤을 '하느님의 선물'로 생각하고 조용한 소리에 귀를 기울이며 반성·사색하는 것이 가장 좋은 방법이다. 또는 자기 자신과 말을 하거나 공상에 잠기지 않고, 하느님과 이야기하거나 충실한 아내와 이야기하는 것이 좋다. 그 외에는 좋은 서적, 특히 성서나 아름다운 찬송가를 읽는 것이 좋다고 권고한다.
본문의 내용은 그 자신의 사색과 생활체험에 바탕을 두어 다종다양하다. 힐티는 성서를 원천으로 하는 이상주의의 입장으로부터 일상생활에 있어서의 지침을 구체적으로 힘있게 말하고 있다. 본문에는 성서, 자작시(自作詩), 찬송가 등이 빈번하게 인용되고 있다. 특히 성서의 인용은 자유자재여서 그의 깊은 신앙을 보여준다.
이 책은 오늘날에도 건강한 사람들에게는 일상생활의 지침을 주고, 병이나 불행의 괴로움을 당하는 사람들에게는 무한한 위안과 희망을 주고 있다.